# Баху
Баху (рум. Bahu) — село у Келераському районі Молдови. Входить до складу комуни, адміністративним центром якої є село Сесень.

## Розташування
Село розташоване в долині річки Баху, лівої притоки річки Кула, на відстані 40 км від міста Келераш і 69 км від муніципія Кишинів.

## Історія
Перша документальна згадка про село Баху датована 1907 роком.

## Населення
За даними перепису населення 2004 року у селі проживали 557 осіб.
Національний склад населення села:
| Національність       | Кількість осіб | Відсоток    |
| -------------------- | -------------- | ----------- |
| молдавани румуни     | 481 68         | 86,4% 12,2% |
| росіяни              | 4              | 0,7%        |
| українці             | 3              | 0,5%        |
| інша / без відповіді | 1              | 0,2%        |
| Всього               | 557            | 100%        |